# Damalis bigoti
Damalis bigoti är en tvåvingeart som beskrevs av Scarbrough 2006. Damalis bigoti ingår i släktet Damalis och familjen rovflugor. Inga underarter finns listade i Catalogue of Life.